# Monuments nationaux de Konjic
Cet article recense les monuments nationaux situés sur le territoire de la municipalité de Konjic en Bosnie-Herzégovine et dans la fédération de Bosnie-et-Herzégovine. La liste établie par la Commission pour la protection des monuments nationaux compte 45 monuments nationaux inscrits sur la liste principale et 2 monuments inscrits sur une liste provisoire.

## Monuments nationaux
| Monument                                                | Localité                              | Géolocalisation              | Datation                                         | Commentaire éventuel | Photo |
| ------------------------------------------------------- | ------------------------------------- | ---------------------------- | ------------------------------------------------ | --- | ----- |
| Monuments archéologiques du parc de Varda               | Konjic                                |                              | Moyen Âge ; 1978                                 | 13 monuments transférés de divers sites ; avec des stećci                                                                       |       |
| Site du Blatačko jezero et des gorges de la Rakitnica   | Blace, gorges de la rivière Rakitnica |                              | Préhistoire, Moyen Âge                           | Site du lac, tombes et tumuli préhistoriques, nécropole avec des stećci et des tombes anciennes                                 |       |
| Église Saint-Basile-le-Grand de Konjic                  | Konjic                                |                              | 1885-1886                                        | Avec 5 icônes |       |
| Nécropole de Dolovi-Poljice                             | Dolovi                                |                              | Moyen Âge                                        | Avec 52 stećci |       |
| Site de Gromile                                         | Ribari-Račica                         |                              | Moyen Âge                                        | Avec 2 stećci |       |
| Mosquée Junuz-čauš (Čaršijska džamija)                  | Konjic                                |                              | Avant 1579                                       | Dans la čaršija de Konjic |       |
| Monastère franciscain de Konjic                         | Konjic                                |                              | Première moitié du XXe siècle                    | |       |
| Maison Kozić                                            | Jasenik                               |                              | ?                                                | |       |
| Maison Trnka                                            | Argud                                 |                              | ?                                                | |       |
| Fresque de Zuko Džumhur à Konjic                        | Konjic                                |                              | XXe siècle                                       | Zuko Džumhur (né en 1920 à Konjic)                                                                                              |       |
| Nécropole de Krupac                                     | Krupac                                |                              | Moyen Âge                                        | Avec 2 stećci |       |
| Nécropole de Lađanica                                   | Lađanica                              |                              | Moyen Âge                                        | Avec 2 stećci |       |
| Nécropole de Česmina glava                              | Odžaci                                |                              | Moyen Âge                                        | Avec 68 stećci |       |
| Nécropole de Gradić                                     | Odžaci                                |                              | Moyen Âge                                        | Avec 100 stećci |       |
| Nécropole de Gračani                                    | Glavatičevo                           |                              | Moyen Âge                                        | Avec des tombes anciennes et 11 stećci                                                                                          |       |
| Nécropole de Biskup                                     | Glavatičevo-Biskup                    |                              | Moyen Âge                                        | Avec 172 stećci et les ruines de l'église de Biskup                                                                             |       |
| Nécropole de Crkvina                                    | Razići                                |                              | Moyen Âge                                        | Avec les ruines d'une église et une nécropole abritant 104 stećci                                                               |       |
| Nécropoles de Kaursko groblje et de Brdo                | Vrbljani                              |                              | Moyen Âge                                        | Avec 204 stećci |       |
| Nécropole de Kaursko groblje                            | Borci                                 |                              | Moyen Âge                                        | Avec 121 stećci |       |
| Nécropole de Križevac                                   | Doljani                               |                              | Moyen Âge                                        | Avec 15 stećci |       |
| Nécropole de Mašeti                                     | Bradina-Velika                        |                              | Moyen Âge                                        | Avec 78 stećci |       |
| Nécropole d'Ograda                                      | Čičevo-Vlah                           |                              | Moyen Âge                                        | Avec 16 stećci |       |
| Nécropole de Ravnice                                    | Dubočani                              |                              | Moyen Âge                                        | Avec 49 stećci |       |
| Nécropole de Poljice                                    | Odžaci-Veliko Jezero                  |                              | Moyen Âge                                        | Avec 49 stećci |       |
| Nécropole de Gajine                                     | Glavatičevo                           |                              | Moyen Âge                                        | Avec 15 stećci |       |
| Nécropole de Dub                                        | Bulatovići                            |                              | Moyen Âge                                        | Avec 55 stećci |       |
| Nécropole de Greblje                                    | Tuhobići                              |                              | Moyen Âge                                        | Avec 6 stećci |       |
| Nécropole de Gornja Bradina                             | Bradina                               |                              | Moyen Âge, période ottomane                      | Notamment avec 57 stećci et 14 tombes cruciformes                                                                               |       |
| Nécropole de Ribari                                     | Ribari                                |                              | Moyen Âge                                        | Avec 16 stećci |       |
| Nécropole de Zukići                                     | Zukići                                |                              | Moyen Âge                                        | Avec 18 stećci |       |
| Nécropoles de Čičevo                                    | Čičevo                                |                              | Moyen Âge                                        | Avec 95 stećci |       |
| Vestiges du vieux pont de Konjic                        | Konjic                                |                              | 1682-1683                                        | Sur la Neretva |       |
| Nécropole de Dabića                                     | Čičevo                                |                              | Préhistoire, Moyen Âge                           | Avec un tumulus préhistorique et 47 stećci                                                                                      |       |
| Église Saint-Pierre-et-Saint-Paul de Borci              | Borci                                 |                              | 1896                                             | Église orthodoxe serbe |       |
| Site naturel et historique de Gorani                    | Gorani                                | 43° 45′ 06″ N, 17° 47′ 57″ E | Moyen Âge et période ottomane pour les monuments | Nécropoles avec en tout 200 stećci, cimetière musulman avec 30 nişans (stèles ottomanes), vestiges d'une mosquée du XVIe siècle |       |
| Mosquée Repovac (Repovačka džamija)                     | Konjic                                |                              | Avant 1579                                       | |       |
| Village de Lukomir                                      | Lukomir                               |                              |                                                  | Paysage culturel |       |
| Vieille mosquée de Gornja Mahala                        | Seonica                               |                              | Vers 1880 ?                                      | |       |
| Tekke de la mosquée Muhamed-Mehmed Čauš                 | Konjic                                |                              | ?                                                | Tekke |       |
| Vojni objekat Armijska ratna komanda                    | Konjic                                |                              | ?                                                | ? |       |
| Collection de gravures sur bois du musée Mulićev rekord | Konjic                                |                              |                                                  | |       |
| Collection de meubles de la famille Nikšić (1)          | Konjic                                |                              |                                                  | Dans la maison familiale d'Armin Nikšić                                                                                         |       |
| Collection de meubles de la famille Nikšić (2)          | Konjic                                |                              |                                                  | Dans la maison de Besim Nikšić                                                                                                  |       |
| Villa Šantić                                            | Borci                                 |                              | 1902                                             | Site et vestiges |       |
| Tour-résidence Šurković                                 | Odžaci                                |                              | ?                                                | |       |